# Инвестиция
Инвестицията (от латински език - „влагам“) e дългосрочно влагане на парични средства или капитал за придобиване на финансови инструменти или други активи с цел да се постигнат печелившо възвръщане във формата на лихва, друг доход или повишаване на стойността на инструмента. .
Свързана е със спестяването и се различава от потреблението. Включва се в много области на икономиката, като бизнес управлението и финансите независимо дали за домакинства, фирми или правителства. Инвестицията включва избор на индивид или организация (напр. пенсионен фонд) след анализ или обмисляне къде да се сложат или дадат парите дали в движимо или недвижимо имущество или финансов инструмент като собственост, комодити, бондове, фючърси и прочее.
Инвестицията идва с риска за загуба на принципалната сума (парите, които в началото са инвестирани или дадени като заем, на базата на която лихвата и възвръщенията са калкулирани). Инвестиция, която е направена без щателен анализ може да бъде високо рискова по отношение на притежателя на инвестицията, заради възможността за загуба от пари извън контрола на притежателя.
В най-честата си форма това са финансови вложения на средства в дадени обекти, за продължителен период от време. Целта им е нарастване на доходността и получаване на печалба чрез разширяване на капитала на съответния инвеститор.
Всяка инвестиция се характеризира с последващи плащания към съответния обект на инвестиране.
Финансовите инвестиции представляват придобиване на финансови активи, които могат да се определят като прираст на капитала. Те се осъществяват чрез влагане на пари в ценни книжа, като облигации, акции, опции, фючърси и други.
Инвестициите играят съществена роля в икономиката. Практически именно те са необходимата предпоставка за стимулиране на икономиката в една държава.
Неслучайно именно в държавите с най-развити пазарни икономики, финансовите инвестиции имат приоритет както като сфера за научни изследвания, така и като област на практическа инвестиционна дейност.

## Рискове при инвестиции
Всяка една инвестиция, освен своите преимущества, носи и своите рискове. Инвестициите в различните активи, които изброихме носят различни нива на риск, съответно имат и различен потенциал за доходност.
Важно е да запомните, че по-високата потенциална доходност идва с поемането на по-високи рискове, а по-ниските рискове водят със себе си по-нисък потенциал за доходност.
Но нека да обобщим рисковете, които ще поемете при повечето си инвестиции:
- Пазарен риск – риск от спад в пазарната цена на актива, в който сте инвестирали. Това е и основния риск, от който се притесняват повечето инвеститори.
- Инфлационен риск – той се появява, когато инфлацията е по-висока от доходността от Вашите активи. В момента пример затова са банковите депозити.
- Риск с ликвидността – риск да не успеете да продадете Вашата инвестиция в момента, в който искате. Този риск основно присъства при реалните активи, на финансовите пазари е доста по-малък.
- Риск от концентрация – това е риск, който произтича от задържането на прекалено голяма експозиция в един актив.
- Валутен риск – този е риск е свързан с инвестициите в чуждестранни активи (валути, ценни книжа, недвижими имоти и др). Една евентуална негативна за Вас промяна в курса на чуждестранната валута спрямо местната може да има негативен ефект върху Вашата доходност.
- Риск при високо разминаване на пазарите на микроикономическо и макроикономическо ниво – инвестиции като тези в недвижимите имоти, за разлика от акциите, облигациите и криптовалутите, имат коренно разминаване между общата картина на макроикономическо ниво и тази на микроикономическо ниво. Начинаещите инвеститори допускат грешката да не извършват анализ на местно ниво и с това стигат до загуба на капитал[2]. По отношение на активи, които са силно повлияни от фактори като местни реформи, състоянието на местния работодател, вътрешната миграция, други демографски фактори и локация, най-добре да се прави подробен анализ, за да сме сигурни ,че инвестицията ни има бъдеще.

Разбира се, тези рискове могат да бъдат активно управлявани с точната стратегия за покупка на акции на компании, диверсификация и правилното управление на риска.

## Видове инвестиции

#### Инвестиции в имоти
Инвестиционният имот е вид недвижимо имущество, което се купува с цел увеличаване на печалбата на инвеститора чрез максимизиране на възвръщаемостта. Това може да се случи под формата на капиталова печалба след продажба, чрез отдаване под наем или комбинация от двете. Видовете инвестиции в имоти са жилищни, търговски, индустриални и в земя. 